# ナイトレイジ
ナイトレイジ（Nightrage）は、ギリシャ出身のギタリストマリオス・イリオポウロスを中心に結成されたメロディック・デスメタルバンドである。結成当初は、ギリシャで活動していたが、マリオスがスウェーデンに移住した後は、スウェーデンを中心に活動を行っている。マリオス以外のメンバーは安定せず、メンバーの入れ替えが激しい。
当初は、ギリシャ出身のメンバーとスウェーデン出身のメンバーが中心であった。しかし、メンバーチェンジを経て、一時期は多国籍バンドの様相を呈していた。
音楽性をメタルコアと表現されることがあるが、マリオスはインタビューで「俺達の音楽をメタルコアと呼ぶのは好きじゃない」、「(バンドの音楽性は)絶対にメタルコアやそれに類したものじゃない」と述べており、バンドの音楽性がメタルコアであることを真っ向から否定している。

## 略歴
ギリシャのメロディックデスメタルバンド、エグズメーションの解散により、所属するバンドが無くなったギタリストのマリオス・イリオポウロスと友人のギタリストガス・Gによって、ギリシャのテッサロニキで結成。その後、デモを作成し、スウェーデンの音楽プロデューサー、フレドリック・ノルドストロームの元へこれを送ったことをきっかけに、2000年の年末、マリオスはスウェーデンに移住する。
スウェーデン移住後、ベーシストのブリス・ルクレア、元アット・ザ・ゲイツのボーカリストのトーマス・リンドバーグが加入。更に、ザ・ホーンテッドのドラマー、ペル・モラー・ヤンセンとクリーンボーカリストのトム・イングルンドがゲストで参加し、2003年に1stアルバムの『Sweet Vengeance』をセンチュリー・メディア・レコードからリリースしデビューした。同アルバムは、日本では、キングレコードからリリースされ、日本デビューを果たした。
しかし、ガス・Gとトーマス・リンドバーグの多忙によりライブ活動をほとんど行うことが出来ず、2004年にジョン・ノトヴェイトの出所により復活したディセクションにブリス・ルクレアが招かれ、バンドから脱退する。その後、ベーシストのヘンリク・カールソンと結成当初から不在だったドラマーとしてフォティス・ベナルドが加入し、クリーンボーカルにダーク・トランキュリティのミカエル・スタンネ、キーボードにフレドリック・ノルドストロームがゲスト参加して、2ndアルバム『Descent Into Chaos』を2005年にリリースする。
2ndアルバムリリース後、バンドは北米ツアー行うことになるが、その前にトーマス・リンドバーグが脱退し、ボーカルとしてジミー・ストゥリメルが加入した。2006年に入り、ガス・Gがファイアーウインド専念のために脱退した。更に、同年末に、ドラマーがアレックス・スヴェニングソンに交代する。
所属レーベルをライフフォース・レコードに移し、3rdアルバム『A New Disease Is Born』を2007年にリリースする。日本では、アヴァロン・レーベルから日本盤がリリースされた。このアルバムには、後に正式メンバーになるギタリスト、オロフ・モルクがゲスト参加している。リリース後、ギタリストとしてギリシャ人のコンスタンティンが加入するが、すぐに脱退。その後、ヘンリク・カールソンが個人的な理由によって脱退、更にジミー・ストゥリメルとアレックス・スヴェニングソンが音楽性の違いを理由に脱退し、メンバーがマリオス・イリオポウロス一人となる。その後、新たにギタリストのオロフ・モルク、ボーカリストのアントニー・ハマライネン、ベルギー人ドラマーのジョー・ニューンツが加入。アントニーの加入は、所属レーベルであるライフフォース・レコードのアメリカ法人のレーベルマネージャーが、アントニーにボーカリストを探しているナイトレイジを紹介したことがきっかけであった。2008年になって、ベーシストのアンデシュ・ハマーが加入した。
2009年、4thアルバム『Wearing a Martyr's Crown』をリリース。同アルバムの日本盤はリリースされず、輸入盤の日本向けエディションという形で日本リリースするという形式が採られていた。2010年には、1stアルバムと2ndアルバムをカップリングにしてボーナストラックを追加した『Vengeance Descending』をリリースした。
2011年には、5thアルバム『Insidious』をリリース。同アルバムから再び日本のレコード会社であるキングレコードから日本盤がリリースされることとなった。
2013年6月末に、アントニー・ハマライネン、ジョー・ニューンツが脱退。更に、オロフ・モルクは2011年以降ライヴに出演していなかったが、アマランスに専念するため正式に脱退した。この脱退によって、ボーカリストにジミー・ストゥリメルが参加。ドラマーにはマルクス・ローセルが参加することになった。更に、イェスパー・ストロムブラード（ザ・レジスタンス、セレモニアル・オース、元イン・フレイムス等）がライヴセッションとして参加することも決定した。同年11月には「Extreme Metal Over Japan Vol.2」のヘッドライナーとして初来日。しかし、このツアー前にジミーはトラブルによってツアーに参加できなくなり、そのまま離脱。エネミー・イズ・アスなどで活動経験のあるロニー・ニーマン (Vo)がセッション参加することになる。更に。ツアー開始前日に体調不良による入院のため、イェスパーがツアーに不参加となったことが発表された。さすがに代役を立てることができず、日本ツアーはシングルギターでこなすことになった。ただし、このツアー後もイェスパーはセッションとして参加している。2014年になると、マルクス・ローセルがセッションから離れ、ザ・レジスタンスやカーナル・フォージなどで活動経験のあるクリストファー・バーケンショーがセッション参加することになった。
2014年7月、スウェーデンのレーベル、デスポッツ・レコードと契約を結んだことを発表した。また、この頃までにロニー・ニーマンがセッションから正式メンバーへと変わっている。2015年に6thアルバム『The Puritan』をリリース。
2016年7月に、3年間空席だったセカンド・ギタリストとドラマーにマグナス・セーデルマン (G)とローレンス・ディナマルカ (Ds)が加入したことが発表された。2017年3月、7thアルバム『The Venomous』をリリース。日本では3rdアルバム以来となるアヴァロン・レーベルから日本盤がリリースされた。日本盤だけで見ても、5thアルバム以来6年ぶりの日本盤リリースとなった。2018年8月、新ベーシストとしてフランシスコ・エスカロナが加入することが発表された。更に、11月にはドラマーがローレンス・ディナマルカからディノ・ジョージ・スタモグロウ (Ds)に交代することが発表された。2019年3月に8thアルバム『Wolf to Man」、2022年2月に9thアルバム『Abyss Rising』をリリースした。
2023年6月末、ボーカリストのニーマンが個人的な事情により脱退。後任として、元メンバーのジミー・ストゥリメル (Vo)が再加入した。しかし、発表から3か月と経っていない9月中旬に、下旬に開催されるドイツでのライヴにストゥリメルが参加できないことと、セッションとしてギリシャ人のコンスタンティノス・トガス (Vo)が参加することが発表された。その約2週間後の10月初旬には、トガスが正式メンバーとして加入することが発表された。トガス加入発表の際に、ストゥリメルについては言及はされることはなく、約3か月で脱退の扱いとなり、2013年と同様に極短期間での脱退となった。
2024年5月に10thアルバム『Remains of a Dead World』をリリースした。翌6月、ドラマーのスタモグロウが脱退し、初期にドラマーとして在籍していたフォティス・ベナルド (Ds)が18年ぶりに復帰した。2025年5月には、約9年間ギタリストを務めたセーデルマンが個人的な事情で脱退し、サイアナイドのギタリストであるコスタス・アルヴァノス (G)が加入した。

## メンバー

### 現メンバー
- コンスタンティノス・トガス (Konstantinos Togas) - ボーカル (2023 - )

1993年5月7日生まれ。14歳から歌い始め、ナイトレイジの他にプログレッシブメタルバンドの ヘルタでもボーカルを務めている。2024年現在、アテネ在住。
- マリオス・イリオポウロス (Marios Iliopoulos) - ギター (2000 - )

バンドのメインコンポーザーであり、かつメインソングライターである。
ギリシャ出身、現在はスウェーデン在住。エグズメーションでもギタリストとして活動。
ファイヤーウインド、フォーセイクンのライヴにセッションで参加した経験がある。
- コスタス・アルヴァノス (Kostas Alvanos) - ギター (2025 - )

ギリシャ出身。サイアナイドでも活動している。
- フランシスコ・エスカロナ (Francisco Escalona) - ベース (2018 - )

ベネズエラ出身。
- フォティス・ベナルド (Fotis Benardo) - ドラム (2004 - 2006、2024 - )

ギリシャ出身。インナー・ウィッシュ、ボブ・カティオニス、ナイトフォールでも活動。

### 元メンバー
- トーマス・リンドバーグ (Tomas Lindberg) - ボーカル (2003 - 2005)

スウェーデン出身。アット・ザ・ゲイツ、ザ・クラウン、ロック・アップで活動。
- アントニー・ハマライネン (Antony Hämäläinen) - ボーカル (2007 - 2013)

在籍時は、マリオスと共にメインソングライターとなっていた。
フィンランド出身、現在はアメリカ合衆国在住。
アルマゲドン、メリディアン・ドーン、スレーヴス・フォー・スコアズ、バーン・ユア・ヘイロー、ジョージ・エマニュエルでも活動。
- ロニー・ニーマン (Ronnie Nyman) - ボーカル (2014 - 2023)

スウェーデン出身。2013年よりライヴ・セッションとして参加、2014年中頃より、正式にメンバーとなった。
エネミー・イズ・アス等で活動。
- ジミー・ストゥリメル (Jimmie Strimell) - ボーカル (2005 - 2007, 2013, 2023)

スウェーデン出身。サイファー・システム、デッド・バイ・エイプリル、デス・デストラクション、デスパイトでも活動。
2013年に復帰するがトラブルによって、短期間でバンドを離れた。更に2023年に2度目の復帰となったが、こちらもわずか3か月で脱退した。
- ガス・G (Gus G) - ギター (2000 - 2006)

ギリシャ出身。デモではデスヴォイスでのボーカルも担当していた。ドリーム・イーヴル、ミスティック・プロフェシー、ファイヤーウインド、オジー・オズボーンで活動。
- コンスタンティン (Constantine) - ギター (2007)

ギリシャ出身。ディセンディング、ナイトフォール、ミスティック・プロフェシーでも活動中。
- オロフ・モルク (Olof Mörck)  - ギター (2007 - 2013)

スウェーデン出身。3rdアルバム『A New Disease Is Born』には、ゲスト参加であったが、後に正式メンバーになる。2011年以降、ライヴには出演しなかった。
正式加入後は、マリオスと共にメインコンポーザーとなっていた。
ドラゴンランド、アマランスで活動。
- マグナス・セーデルマン (Magnus Söderman) - ギター (2016 - 2025)

スウェーデン出身。カーナル・フォージのメンバーのサイドプロジェクト・Leechのリードギタリストとして活動。
- ブリス・ルクレア (Brice LeClercq)  - ベース (2003 - 2004)

フランス出身。脱退後ディセクションで活動。
- ヘンリク・カールソン (Henric Carlsson) - ベース (2004 - 2007)

スウェーデン出身。サイファー・システム、ジ・アンガイデッドで活動。
- アンデシュ・ハマー (Anders Hammer) - ベース (2008 - 2018)

スウェーデン出身。ディスデインでも活動していた。ドラゴンランドでも活動。
- アレックス・スヴェニングソン (Alex Svenningson) - ドラム (2006 - 2007)

スウェーデン出身。脱退後は、ジミーとともにデッド・バイ・エイプリルで活動。
- ジョー・ニューンツ (Johan "Jo" Nunez) - ドラム (2007 - 2013)

ベルギー出身、現在はスペイン在住。
スーサイド・オヴ・デーモンズ、ファイヤーウインドでも活動中。
- ローレンス・ディナマルカ (Lawrence Dinamarca) - ドラム (2016 - 2018)

スウェーデン出身。カーナル・フォージ等で活動。
- ディノ・ジョージ・スタモグロウ (Dino George Stamoglou) - ドラム (2018 - 2024)

ギリシャ出身。

### アルバム・セッション
- ペル・モラー・ヤンセン (Per Möller Jensen) - ドラム

1stアルバム『Sweet Vengeance』にゲストで参加。ザ・ホーンテッドのメンバー。
- トム・イングルンド (Tom S. Englund) - クリーンボーカル

1stアルバム『Sweet Vengeance』にゲストで参加。エヴァグレイのメンバー。
- ミカエル・スタンネ (Mikael Stanne) - クリーンボーカル

2ndアルバム『Descent Into Chaos』にゲストで参加。ダーク・トランキュリティのメンバー。ダーク・トランキュリティではデスヴォイスによるボーカルを担当している。
- フレドリック・ノルドストローム (Fredrik Nordström) - キーボード・プロデューサー

1stアルバム『Sweet Vengeance』および2ndアルバム『Descent Into Chaos』にゲストで参加。また、ナイトレイジの1st、2nd、4thアルバムのプロデューサーを務めている。ドリーム・イーヴルのメンバー。ドリーム・イーヴルではギターも担当している。音楽プロデューサーとして有名で、イン・フレイムスやダーク・トランキュリティも担当している。

### ライヴ・セッション
- ニコラス・バーカー (Nicholas Barker) - ドラムス (2003)

エンシェント、ロック・アップ、ブルヘリア、クレイドル・オブ・フィルス、ディム・ボルギル、リーヴズ・アイズなどで活動。
- ピエール・リセル (Pierre Lysell) - ギター (2005 - 2006)
- クリスティアン・ミュンツナー (Christian Muenzner) - ギター (2006)

オブスキュラ、ネクロファジストなどで活動。
- モルテン・ローヴェ・ソレンセン (Morten Løwe Sørensen) - ドラムス (2007)

アマランス、マーサナリー、ドラゴンランドなどで活動。
- エスベン・エッセ・ハンセン (Esben "Esse" Hansen) - ボーカル (2007)

ヘイトスフィアなどで活動。
- ヨニー・ハフェン (Johnny Haven) - ボーカル (2007)

ザ・バーニングで活動。
- ビル・ハドソン (Bill Hudson) - ギター (2011)

パワー・クエストなどで活動。
- コニー・ペテルション (Conny Pettersson) - ドラムス (2012)

アナタなどで活動。
- スノーウィー・ショー (Snowy Shaw) - ドラムス (2012)

キング・ダイアモンド、セリオンなどで活動。
- CJ カッセル (CJ Cussel) - ギター (2012)
- マルクス・ローセル (Marcus Rosell) - ドラム (2013 - 2014)

2013年のツアーにセッションとして参加。
- イェスパー・ストロムブラード (Jesper Strömblad) - ギター (2013 - 2014)

2013年より、ライヴ・セッションとして参加。
2013年の日本ツアー「Extreme Metal Over Japan Vol.2」にもライヴ・セッションとして参加予定だったが、入院により参加取りやめとなった。
イン・フレイムス、ディメンション・ゼロ、ザ・レジスタンス、セレモニアル・オース、オール・エンズなどで活動。
- ロニー・ニーマン (Ronnie Nyman) - ボーカル (2013 - 2014)

ジミー・ストゥリメルが参加できなくなったため、2013年よりライヴ・セッションとして参加。
2014年中頃より、正式にメンバーとなった。
エネミー・イズ・アス等で活動。
- クリストファー・バーケンショー (Christofer Barkensjö) - ドラム (2014)

カーナル・フォージ、ザ・レジスタンス、フェイス・ダウン、コンストラクデッド等で活動。
- ディノ・ジョージ・スタモグロウ (Dino George Stamoglou) - ドラム (2018)

2018年のヨーロッパツアーに参加。後に正式メンバーとして加入した。

## ディスコグラフィ

### アルバム
- 2003年 Sweet Vengeance
- 2005年 Descent Into Chaos
- 2007年 A New Disease Is Born
- 2009年 Wearing a Martyr's Crown
- 2011年 Insidious
- 2015年 The Puritan
- 2017年 The Venomous
- 2019年 Wolf to Man
- 2022年 Abyss Rising
- 2024年 Remains of a Dead World

### コンピレーション
- 2010年 Vengeance Descending (Sweet VengeanceとDescent Into Chaosのカップリングアルバム)